# Піратський корабель (атракціон)

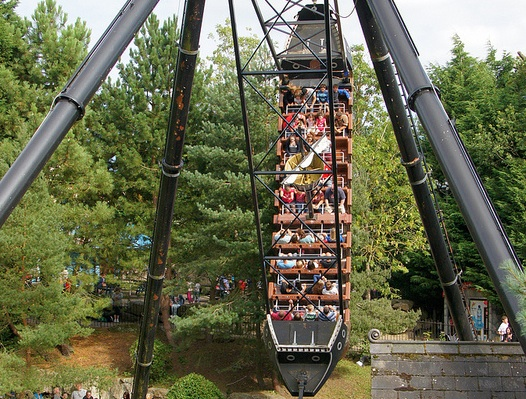
Чорний пірат у світі пригод Чессінгтона. Вершники на вершині кожної гойдалки зазвичай підвішені на висоті приблизно 18 метрів над землею.

Піратський корабель — це тип атракціону на основі піратських кораблів, що складається з відкритої сидячої гондоли (зазвичай у стилі піратського корабля), яка гойдається вперед-назад, піддаючи вершнику різні рівні кутового моменту. Варіант, коли вершники повинні тягнути за мотузки, щоб розкачати атракціон, відомий як човен-гойдалка.
Перший відомий попередник атракціону був винайдений Чарльзом Альбертом Маршаллом з Талси, штат Оклахома, між 1893 і 1897 роками. Цей атракціон спочатку називався «Океанська хвиля».
Океанська хвиля вперше була використана в цирку Marshall Bros у 1897 році. Керували цирком Чарльз і його брати Майк, Вілл, Ед, друзі та родина.

## Вимоги до висоти
Вимоги до висоти для цього типу атракціонів відрізняються від парку до парку. Наприклад, Hersheypark, де є піратський човен Хасс, має вимоги до висоти 42 дюйм (107 см) або більше, щоб кататися, тоді як у LaRonde, де також є піратський човен Huss, вершникам має бути 52 дюйм (132 см) або вище. Хасс рекомендує, щоб мінімальний зріст був 39 дюйм (99 см), але парки можуть збільшити його, якщо захочуть.

## Катання на піратському кораблі

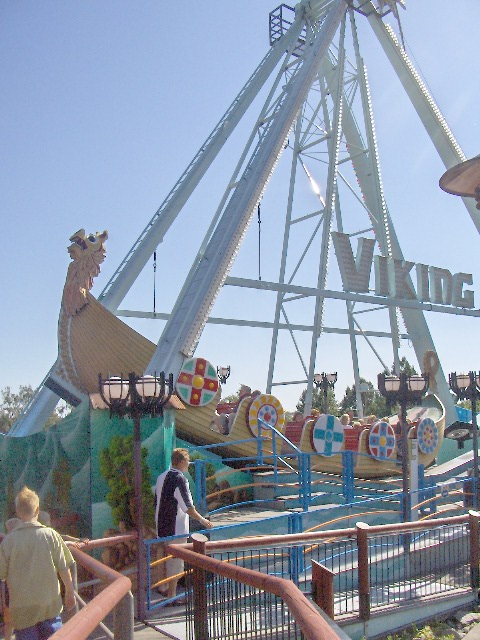
Атракціон на тему вікінгів у Ліннанмякі

Існує кілька атракціонів типу Swinging Ship і багато виробників.

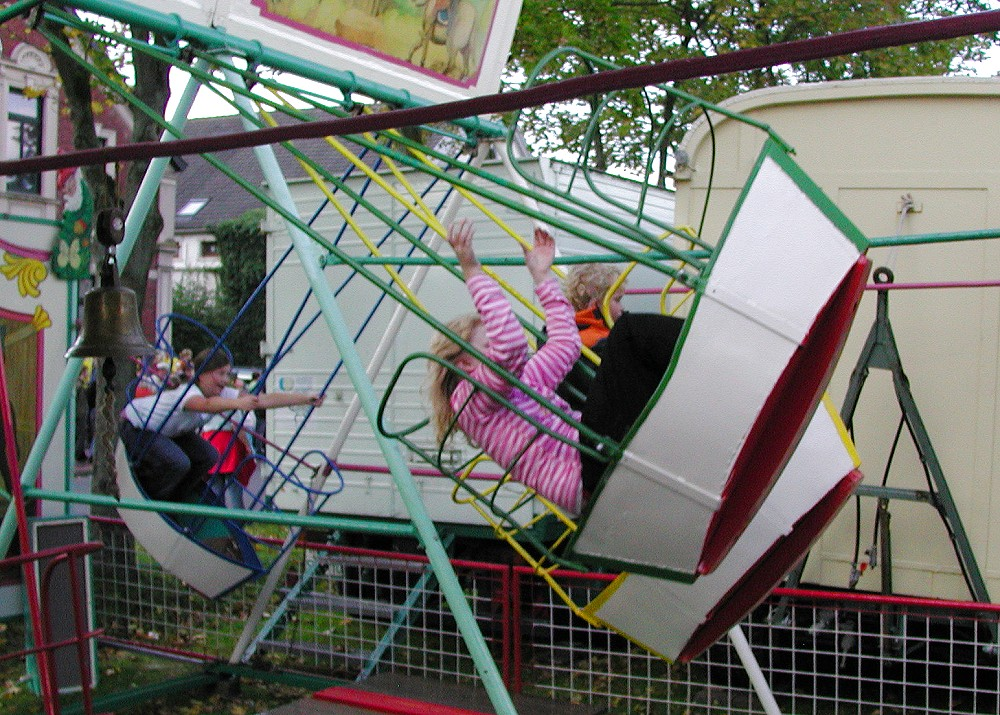
Човен-гойдалка на Roonkarker Mart.

- Оригінальна версія Chance Rides відома як Sea Dragon, яка є постійною або портативною моделлю з двома причепами. Пізніша версія відома як «Лють фараона» і може бути постійною або перевозитися на одному 53-футовому причепі.
- Версія Фаббрі відома як піратський корабель і може вмістити 40 пасажирів. [1]
- Версія HUSS відома як Pirate Boat і може вмістити до 54 пасажирів у 9 рядах.
- Intamin версія називається Bounty .
- Версія Маллігана відома як Морський промінь .
- Версія SBF Visa відома як Pirate і може вмістити 32 пасажири. [2]
- SDC створює версію під назвою Pirate Ship .
- Версія Zamperla відома як Galleon і має чотири доступні розміри, які можуть вмістити 33, 42, 54 або 84 пасажири.
- Версія Зірера відома як корабель вікінгів і може вмістити 40 пасажирів.
- Версія Metallbau Emmeln відома як Schiffsschaukeln і може вмістити 24/40 пасажирів.
- Гельмут Хаузер
- DAL Amusements
- Версія Staudenmeyer & Weidmann була найвідомішою з подвійного піратського корабля Wicksteed Park .

## Варіанти
- Looping Starship, виготовлений Intamin, схожий на піратський корабель, за винятком того, що він перевернутий. Це на мить дає райдеру відчуття нульової гравітації, коли він повертається вниз, роблячи петлі на 360°.

- Човен Shuttle Boat, виготовлений Антоном Шварцкопфом, — це піратський корабель, який замість того, щоб розгойдуватися вперед-назад, їздить на хаф-пайп-треку. Цю ідею згодом підтримав Замперла та перетворив на Rockin' Tug, що включає корабель, який також обертається навколо власної осі.

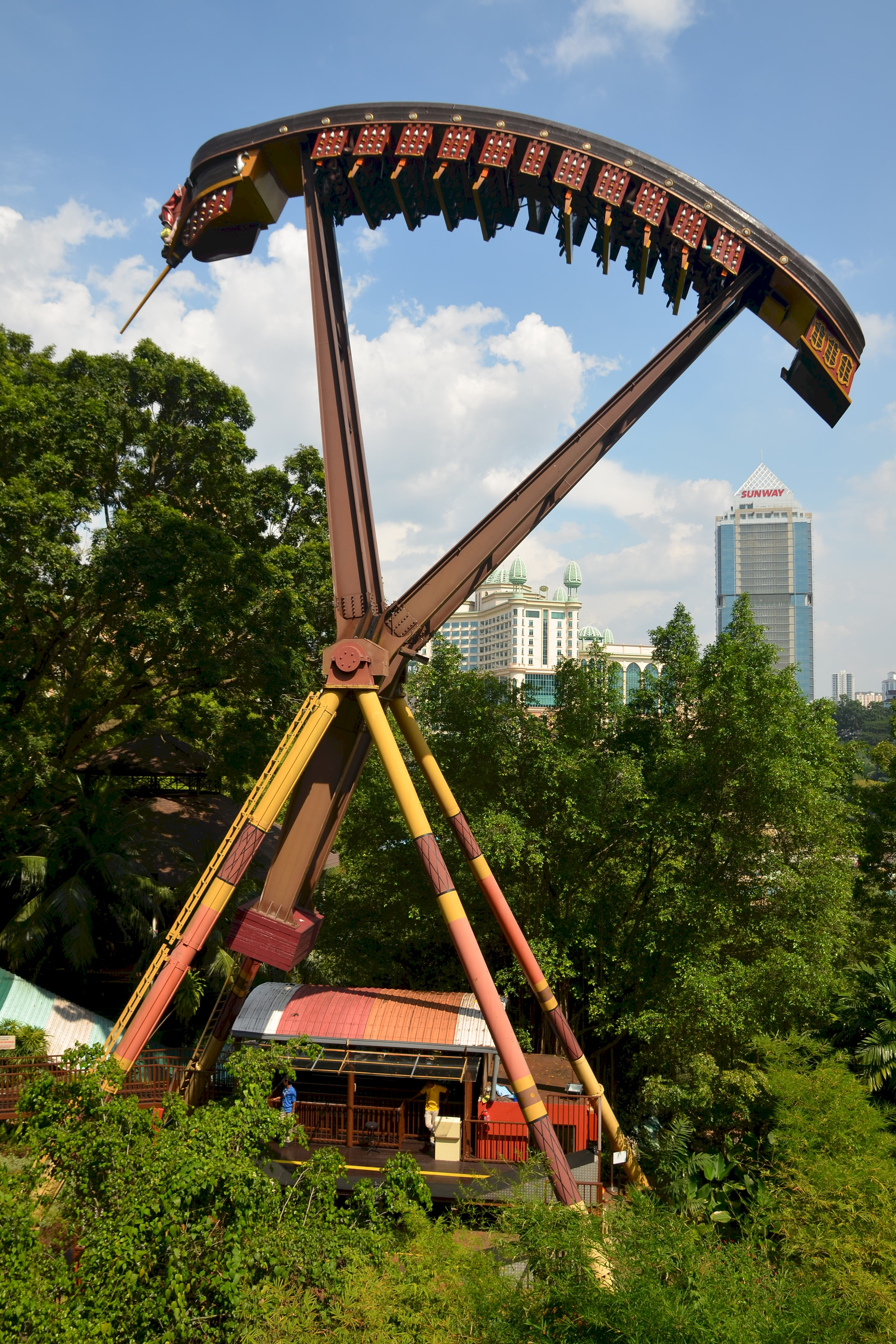
Атракціон на Sunway Lagoon, який виконує повний оберт